# Chlorovibrissea
Chlorovibrissea es un género de hongos en la familia Vibrisseaceae. La mayoría de las especies son propias de Australasia; C. chilensis, que fue descripta en 2014, es de América del Sur.